# Pelote basque du plan de Grasse
 (septembre 2015).
Si vous disposez d'ouvrages ou d'articles de référence ou si vous connaissez des sites web de qualité traitant du thème abordé ici, merci de compléter l'article en donnant les références utiles à sa vérifiabilité et en les liant à la section « Notes et références ».
La pelote basque du plan de Grasse est une pratique locale de la pelote basque, à Grasse, dans les Alpes-Maritimes, en région Provence-Alpes-Côte d’Azur. À l’origine jeu de paume, puis pelote provençale, le jeu est aujourd’hui désigné comme de la pelote basque paleta gomme pleine, l'une des 23 variantes de la pelote basque.
La pratique de la pelote basque à Grasse est inscrite à l'Inventaire du patrimoine culturel immatériel en France.

## Historique
La pratique d’un jeu de paume à Grasse remonte à très longtemps. Il s’agissait alors de ce que l’on appelait la « pelote provençale ». Elle se jouait à l’extérieur, par équipe de trois joueurs. C’était un jeu à main nue. Les balles étaient en cuir de chèvre, chaque joueur les cousait lui-même. Avec le temps cependant, on commença à importer les pelotes du Pays basque. Le fronton était un mur de l’église, jusqu’à la construction d’un vrai fronton en 1878. Le jeu était lors pratiqué essentiellement en été, jusqu’à l’arrivée du trinquet, qui permit de jouer à l’abri l’hiver. 
Mais à Grasse, la pelote provençale disparut en 1982 pour laisser place à la pelote basque. Le trinquet actuel fut construit en 1989, et c’est désormais ici que se pratique la pelote quelle que soit la saison. Le fronton extérieur n’est utilisé que par les débutants. En effet, les dimensions de l’aire de jeu sont limitées du fait de la pratique originelle de la pelote provençale à main nue, qui nécessitait moins d’espace. 

## Description
A Grasse, la pelote est pratiquée selon le modèle de la « paleta gomme pleine » ou « paleta gomme espagnole ». Deux équipes de deux joueurs s’affrontent dans un trinquet, donc un terrain intérieur. Chaque joueur est muni d’une raquette en bois. La pratique à main nue a été abandonnée, la balle en cuir également. À présent, la balle est en caoutchouc. Le jeu est rarement pratiqué en extérieur, sur le fronton, à cause de sa taille réduite. Il est ainsi plutôt réservé aux débutants. 

### Aire de jeu
Le trinquet mesure environ 40 mètres de long pour 10 mètres de large. Son toit est vitré pour laisser entrer la lumière. A un bout du terrain se tient le fronton, à l’autre bout un mur lisse avec en partie basse un tambour (pour les spectateurs) et un filet. On retrouve également cette installation sur le mur à gauche du fronton. À droite se tient une paroi vitrée. 

### Règles du jeu
Les joueurs doivent s’échanger la balle en la faisant rebondir sur le fronton, les murs, les vitres,… en fait, tout ce qui se trouve dans les zones vertes. Si la pelote sort de ces zones, délimitées par des lignes rouges, elle est nulle. Elle peut être rattrapée soit à la volée, soit après un seul rebond. Au sol, des lignes sont marquées pour déterminer l’engagement. Le joueur choisit la distance (la ligne 1 étant la plus proche du fronton, la ligne 6 la plus éloignée) à laquelle il veut engager, tout en sachant qu’il faut impérativement que la balle revienne au-delà de cette ligne après son rebond sur le fronton. Sur ce mur, une ligne est également marquée, à 80 centimètres du sol. La pelote ne doit pas passer en dessous cette ligne. Pour aider à l’arbitrage, la partie inférieure de cette marque est en tôle, ce qui permet, grâce au bruit, d’être sûr du point de frappe de la pelote. 